# منطقه حفاظت‌شده دژرگینسکی
منطقه حفاظت‌شده دژرگینسکی (انگلیسی: Dzherginsky Nature Reserve) یک منطقه طبیعی حفاظت‌شده در جمهوری بوریاتیای کشور روسیه است.